# Степни-Грин (станция метро)
«Степни-грин» (англ. Stepney Green) — станция Лондонского метрополитена в районе Степни округа Тауэр-Хэмлетс в восточном Лондоне. Станция обслуживается поездами линий Хаммерсмит-энд-Сити и Дистрикт и относится ко второй тарифной зоне.

## История станции
Станция была открыта в 1902 году в составе железной дороги Уайтчепел — Боу (позже данный участок вошёл в состав линии Дистрикт). В 1905 году линия была электрифицирована. Линия Метрополитэн дотянулась до станции «Степни-грин» в 1936 году, после присоединения к линии участка Уайтчепел — Баркинг.
В 1990 году участок Хаммерсмит — Баркинг линии «Метрополитен» официально выделен в линию «Хаммерсмит-энд-Сити».

## Современное состояние станции
Станция «Степни-грин» — двухплатформенная станция мелкого заложения. Билетно-кассовый павильон находится наверху и соединён с платформами лестничным маршем. Дизайн и архитектура станции по большей части сохранилась в неизменном виде с момента постройки.
Часовой циферблат на западной платформе станции оснащён наиболее распространённой в лондонском метрополитене системой указания точного времени до прибытия следующего поезда, в то время как на восточной платформе установлен циферблат более ранних лет выпуска, показывающий примерное время прибытия следующего поезда.
«Степни-грин» является второй (после станции «Майл-Энд») станцией метро, используемой студентами Лондонского Университета Королевы Марии (англ. Queen Mary, University of London). Это связано с тем, что две данные станции метро расположены по обе стороны этого университета.